# Saint Jean Baptiste dans le désert (Velázquez)
Saint Jean Baptiste dans le désert est une huile sur toile attribuée à  Diego Vélasquez, bien que sa paternité soit remise en cause depuis 1960. Elle est conservée à l'Art Institute of Chicago après le legs de la collectionneuse américaine Barbara Deering Danielson, en 1957.
Javier Portús Pérez, conservateur de la collection de peinture espagnole du  musée du Prado et spécialiste des travaux du Sévillan, considère que l'attribution à Vélasquez est correcte, et invalide la théorie selon laquelle l’œuvre fut partiellement réalisée par le peintre andalou Alonso Cano.
Jusqu'en 1961, la toile fut cataloguée comme une œuvre authentique de Vélasquez, mais à partir de 1990 elle fut attribuée à un maître sévillan disparu. Depuis 1965, la toile est exclue des monographies et catalogues raisonnés sur Velázquez, comme ceux de Jonathan Brown et de José López Rey.
En 2007, la toile fut exposée au musée du Prado pour l'exposition Fábulas de Velázquez (Les fables de Vélasquez). D'après Portús, qui étudia la toile in situ, la comparant à l'Adoration des mages, il existe  « des différences importantes, celles précisément qui ont fait exclure par beaucoup la paternité de Vélasquez, mais elle montre également des points communs significatifs : nous sommes devant un sujet complexe et pour l'heure insoluble. Toutes les analyses techniques qui ont été faites à Chicago montrent des résultats similaires aux œuvres sévillanes de Vélasquez, et il n'y a pas d'éléments significatifs communs qui soient absents de celle de Saint Jean Baptiste. Il peut être très utile de prendre en compte sa relation avec Les Ivrognes. »